# Stok Lacki (gromada)
Stok Lacki (pocz. Stok Lacki b. folwark) – dawna gromada, czyli najmniejsza jednostka podziału terytorialnego Polskiej Rzeczypospolitej Ludowej w latach 1954–1972.
Gromady, z gromadzkimi radami narodowymi (GRN) jako organami władzy najniższego stopnia na wsi, funkcjonowały od reformy reorganizującej administrację wiejską przeprowadzonej jesienią 1954 do momentu ich zniesienia z dniem 1 stycznia 1973, tym samym wypierając organizację gminną w latach 1954–1972.
Gromadę "Stok Lacki b. folwark" z siedzibą GRN w Stoku Lackim b. folwarku (w obecnym brzmieniu Stok Lacki-Folwark) utworzono – jako jedną z 8759 gromad – w powiecie siedleckim w woj. warszawskim, na mocy uchwały nr VI/10/18/54 WRN w Warszawie z dnia 5 października 1954. W skład jednostki weszły obszary dotychczasowych gromad Grubale, Joachimów, Osiny, Pustki, Stok Lacki i Stok Lacki b. folwark ze zniesionej gminy Stara Wieś w tymże powiecie. Dla gromady ustalono 15 członków gromadzkiej rady narodowej.
W późniejszych wykazach jednostka występuje pod nazwą gromada Stok Lacki z siedzibą w Stoku Lackim.
31 grudnia 1961 gromadę zniesiono, włączając jej obszar do gromad: Pruszyn (wsie Grubale, Osiny i Pustki) i nowo utworzonej Siedlce (wsie Joachimów, Stok Lacki i Stok Lacki-Folwark) w tymże powiecie.